# Капелян Андрій Віталійович
Андрі́й Віта́лійович Капеля́н (нар. 26 січня 1997, Тернопіль, Україна) — український футболіст, нападник «Ниви» (Тернопіль).

## Життєпис

### Ранні роки
Перший тренер — П. Старовський.

### Клубна кар'єра
Виступав за «Шахтар» (Донецьк, ДЮФЛ), «Шахтар-3» (Донецьк), ФК «Олександрію» (U-19), ФК «Тернопіль» та кропивницьку «Зірку» (U-21).
На початку 2018 року став гравцем клубу Другої ліги «Нива» (Тернопіль).

### Збірна
Виступав за юнацьку збірну України (U-16, U-17).